# Mederdra
Mederdra est une commune de Mauritanie située dans le département de Mederdra de la région de Trarza.

## Géographie
Mederdra se situe au sud-ouest de la Mauritanie à 150 km au sud-est de la capitale Nouakchott et à environ 55 km au nord de Rosso, chef-lieu de la région du Trarza, et à 65 km de l'océan Atlantique. Le périmètre actuel de la moughataa de Mederdra correspond en grande partie à la région historique de l'Iguidi.

## Histoire
La ville fut fondée par l'administration coloniale française en 1907 après que les Français ont mis fin à leur présence à Khroufa et à Sehwit Elma, pour des raisons de sécurité face aux attaques des tribus du nord de la Mauritanie, pas encore colonisé. Les colons s'y sont installés, accompagnés par les affranchis haratines de la tribu maraboutique de Ehil Bouvlane, résidant d'ordinaire avec leurs anciens maîtres aux alentours du puits de Khroufa. Le village de Mederdra devint par la suite le chef-lieu de la subdivision de Mederdra dont le périmètre géographique couvrait la plupart de l'actuelle wilaya du Trarza et une bonne partie de la région de l'Inchiri. Jadis, le puits de Mederdra était la propriété de la tribu de Ngadess, tribu berbère des Anbat ; les anciens habitants guerriers berbères du Trarza. Les Ngadess le échangèrent à la tribu des Tlabines contre quarante vaches. Selon l'érudit M'hamed ould Ahmed youra, le nom de la ville dérive d'un mot berbère qui signifie facile à s'effondrer. Plusieurs administrateurs coloniaux se sont succédé sur le commandement de Mederdra dont certains sont restés ancrés dans la mémoire collective de la région, comme de Charbonnier (localement appelé sarbegné, organisateur d'un recensement des animaux qui est devenu un repère d'histoire dans la région), Gaston, Balèvre, Laval, Tessier...
Du fait de son contact relativement précoce avec les colons, un nombre important des Mederdrois ont suivi l'enseignement français, ont servi dans l'administration coloniale et ont été parmi les premiers bâtisseurs du jeune État mauritanien indépendant : Mohamed ould ebnou Abdem, chef des awlad sidi El Valli) ; bebbaha Ould meyé, fils du cadi de Mederdra et premier député de Mederdra à l'Assemblée nationale en compagnie de feu Hbib Ould Ahmed saloum, émir des Trarza ; Mohamed Jules, ancien médecin et père du député- maire de Mederdra Mohamed Abdellahi ould Mohamed Jules dit Cheikhany Jules ; Demba Gallo ancien administrateur ; Sid'Ahmed Ould Mohamed, père de l'ancien ministre des Affaires étrangères ; Ahmed ould Sid'Ahmed, connu sous son surnom d'Eddeych,
L'époque coloniale de Mederdra est marquée par un nombre important d’évènements de l'histoire de l'Iguidi, et de la Mauritanie tout entière.
Mederdra fait référence, en Mauritanie, au foyer de l'émirat des Trarza avec ses puissants émirs, mais aussi à la culture de l'Iguidi, forte de ses savants, ses poètes, ses hommes politiques, ses sages et ses marabouts dont la réputation dépasse même l'espace mauritanien.

## Personnalités nées à Mederdra
- Maalouma Mint Mokhtar Ould Meidah dite Maalouma, chanteuse et femme politique